# ショアハム級スループ
ショアハム級スループ（英語: Shoreham-class sloop）は、イギリス海軍のスループの艦級。

## 設計
先行するブリッジウォーター級をもとに、船体を延長した改良型である。ボイラーはアドミラルティ式3胴型水管ボイラー、タービンはパーソンズ式オール・ギヤード・タービンと、機関は同級に準じた構成であり、出力も同じく2,000馬力である。
兵装面でもブリッジウォーター級の構成が踏襲されており、艦砲は45口径10.2cm単装砲（QF 4インチ砲Mk.V）を艦首尾に1基ずつ配するが、うち1基は当初から高角砲とされ、また後にもう1基も同様に改修された。副砲として40口径4.7cm砲（ホッチキス QF 3ポンド砲）を備えていたが、これは第二次世界大戦中に撤去され、ネームシップでは39口径40mm機銃（QF 2ポンド砲Mk.II）と70口径20mm機銃3門、その他の艦では70口径20mm機銃6門が搭載された。
この際に、爆雷の搭載数も15発から40発、最終的には90発に増備された。また「フォウェイ」ではヘッジホッグ対潜迫撃砲も搭載された。

## 同型艦一覧表
| 計画年度 | 艦名                        | 造船所         | 進水           | その後            |
| -------- | --------------------------- | -------------- | -------------- | ----------------- |
| 1929年   | バイドフォード HMS Bideford | デヴォンポート | 1931年4月1日   | 1949年除籍        |
| 1929年   | フォウェイ HMS Fowey        | デヴォンポート | 1930年11月4日  | 1946年売却        |
| 1929年   | ショアハム HMS Shoreham     | チャタム       | 1930年11月22日 | 1946年売却        |
| 1929年   | ロチェスター HMS Rochester  | チャタム       | 1931年7月16日  | 1951年除籍        |
| 1930年   | ダンディー HMS Dundee       | チャタム       | 1932年9月20日  | 1940年9月15日戦没 |
| 1930年   | ファルマス HMS Falmouth     | デヴォンポート | 1932年4月19日  | 1968年除籍        |
| 1930年   | ミルフォード HMS Milford    | デヴォンポート | 1932年6月11日  | 1949年除籍        |
| 1930年   | ウェストン HMS Weston       | デヴォンポート | 1932年7月23日  | 1947年除籍        |